# 许氏黄太淑人墓
许氏黄太淑人墓，位于中国广东省广州市白云区同和镇长红村凤凰山，为广州市的一个市、县级文物保护单位，类型为古墓葬，公布时间为1999年7月。
许氏黄太淑人墓的历史年代为1845。